# Fischbrötchen
Fischbrötchen je sendvič původem ze severního Německa. Skládá se z bagety (Brötchen) a ryby (Fisch). Jako vhodná ryba se obvykle používá nakládaný sleď či sleď Bismarckův, ale mohou být servírovány i matjesy, šproty, makrely atd. Může se přidávat nakládaná cibule nebo nakládané okurky.[zdroj?]

## Zajímavosti
Během státní náštěvy francouzského prezidenta v Hamburku jedli sendviče Fischbrötchen společně Emmanuel Macron a německý kancléř Olaf Scholz.
V roce 2023 vytvořili v obci Heringsdorf největší Fischbrötchen, který měřil na délku 6,68 metru a na šířku 45 cm.